# Ceratosolen internatus
Ceratosolen internatus är en stekelart som beskrevs av Wiebes 1978. Ceratosolen internatus ingår i släktet Ceratosolen och familjen fikonsteklar. Inga underarter finns listade i Catalogue of Life.